# Onstwedde
Onstwedde – wieś w Holandii, w prowincji Groningen, w gminie Stadskanaal. Do 1969 r. była siedzibą oddzielnej gminy.